# Valério Próculo
Valério Próculo (em latim: Valerius Proculus) foi um oficial romano do século IV, ativo sob o imperador Constantino (r. 306–337). Em 325, torna-se cônsul anterior com Sexto Anício Paulino, mas parece ter caído em desgraça e Júlio Juliano assume seu lugar em maio.  Alguns pensam que Próculo pode ser o procônsul da África homônimo.